# 吳佳穎
吳佳穎（1992年10月25日—）是臺灣的射擊運動員。出生於高雄，畢業於國立臺灣師範大學運動競技系碩士班，為2016年巴西里約奧運射擊培訓隊成員之一。
目前主要射擊項目10公尺空氣手槍以及兼項25公尺火藥手槍。主要使用裝備有10公尺空氣槍：Morini CM 162El Titanium 口徑.177 、25公尺火藥手槍：PARDINI TARGET PISTOLS SP 口徑.22 。

## 經歷
她在2014年世界射擊錦標賽上奪得10公尺空氣手槍季軍，也為臺灣取得2016年夏季奧林匹克運動會首個參賽資格。
在2014年仁川亞洲運動會女子10公尺空氣手槍比賽中華女子射擊代表隊以吳佳穎 383(5)、杜禕依姿 380(12)、田家榛 378(24) 總和1141分，成功拿下2014年仁川亞運女子團體10公尺空氣手槍銀牌，吳佳穎以383分排名第5晉級決賽。
2020年東京奧運會上再次代表出賽，並在女子25公尺手槍競賽項目中與另一位代表團好手田家榛攜手晉級最終決賽圈，儘管無緣首面獎牌，但個人成績排名第五名，在該項目中也寫下個人及代表團在夏季奧運上的最佳成績。

## 奧運會與世錦賽參賽紀錄
|                        | 2014 | 2016 | 2018 | 2020 |
| ---------------------- | ---- | ---- | ---- | ---- |
| 女子10公尺空氣手槍比賽 | 銅牌 | 19名 | 14名 | 14名 |

|                    | 2016 | 2018 | 2020 |
| ------------------ | ---- | ---- | ---- |
| 女子25公尺手槍比賽 | 27名 | 66名 | 5名  |

|                                | 2018 |
| ------------------------------ | ---- |
| 10公尺空氣手槍男女混合團體比賽 | 54名 |

## 外部連結
- 吳佳穎在ISSF（英语）
- 吳佳穎在Olympedia（英语）
- 吳佳穎在国际奥林匹克委员会的资料
- 吳佳穎的Facebook專頁
- 吳佳穎的Instagram帳戶
- 教育部體育署-仁川亞運每日成績
- asia-shooting